# Бердетт (Канзас)
Бердетт (англ. Burdett) — місто (англ. city) в США, в окрузі Поні штату Канзас. Населення — 228 осіб (2020).

## Географія
Бердетт розташований за координатами 38°11′37″ пн. ш. 99°31′34″ зх. д. / 38.19361° пн. ш. 99.52611° зх. д. (38.193581, -99.526174).  За даними Бюро перепису населення США в 2010 році місто мало площу 0,69 км², уся площа — суходіл.

## Демографія
Згідно з переписом 2010 року, у місті мешкало 247 осіб у 102 домогосподарствах у складі 68 родин. Густота населення становила 359 осіб/км².  Було 128 помешкань (186/км²).
Расовий склад населення:
| - 99,2 % — білих - 0,4 % — корінних американців - 0,4 % — чорних або афроамериканців |

До двох чи більше рас належало 0,0 %. Частка іспаномовних становила 0,8 % від усіх жителів.
За віковим діапазоном населення розподілялося таким чином: 29,1 % — особи молодші 18 років, 49,4 % — особи у віці 18—64 років, 21,5 % — особи у віці 65 років та старші. Медіана віку мешканця становила 41,3 року. На 100 осіб жіночої статі у місті припадало 99,2 чоловіків;  на 100 жінок у віці від 18 років та старших — 98,9 чоловіків також старших 18 років.
Середній дохід на одне домашнє господарство  становив 58 276 доларів США (медіана — 38 750), а середній дохід на одну сім'ю — 70 478 доларів (медіана — 49 375). За межею бідності перебувало 19,1 % осіб, у тому числі 25,9 % дітей у віці до 18 років та 11,4 % осіб у віці 65 років та старших.
Цивільне працевлаштоване населення становило 146 осіб. Основні галузі зайнятості: освіта, охорона здоров'я та соціальна допомога — 37,7 %, роздрібна торгівля — 17,1 %, фінанси, страхування та нерухомість — 8,2 %, сільське господарство, лісництво, риболовля — 6,8 %.